# Wojnowice (powiat wrocławski)

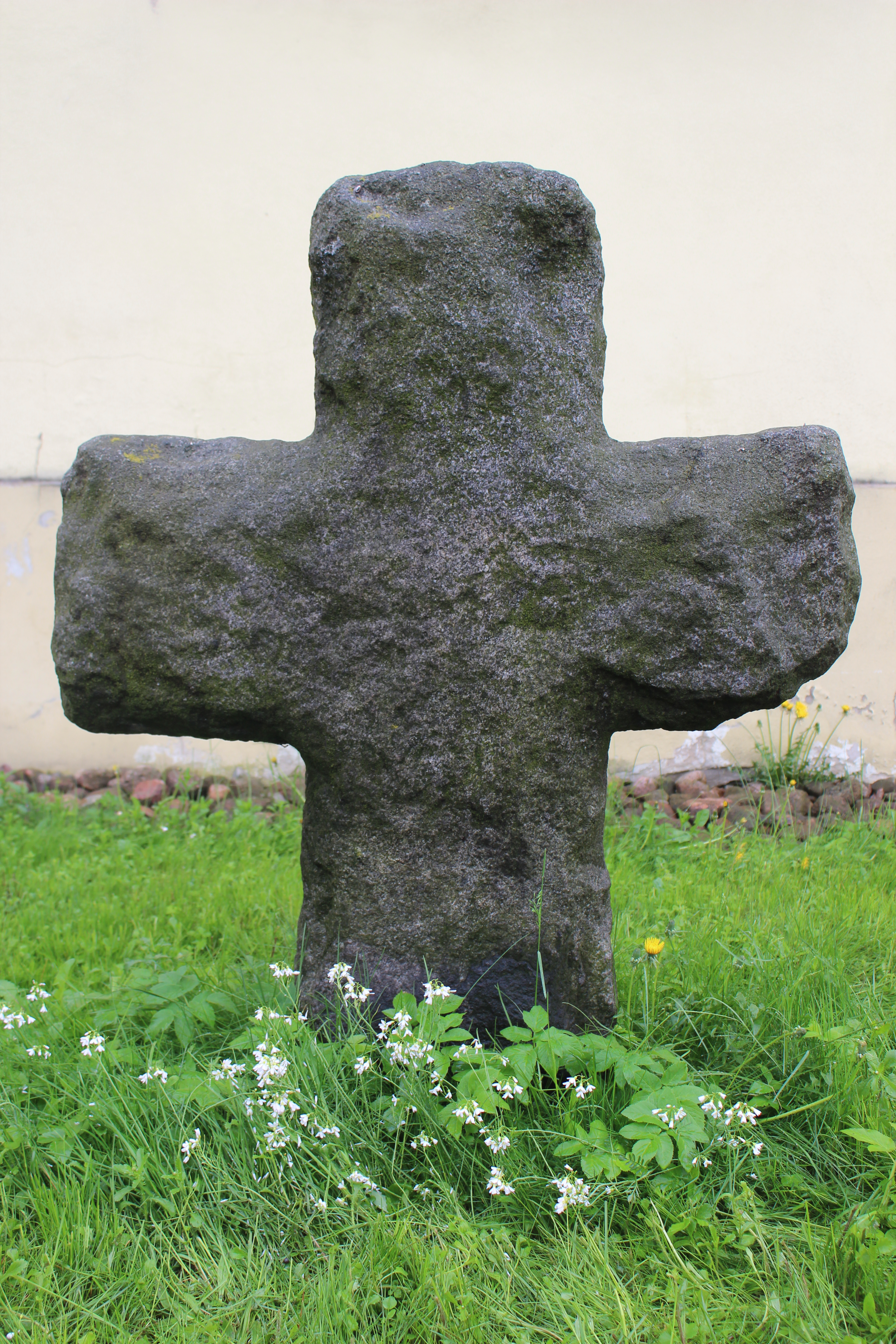
Krzyż kamienny przed kościołem

Wojnowice (niem. Zindel) – wieś w Polsce położona w województwie dolnośląskim, w powiecie wrocławskim, w gminie Czernica, około 10 km od Wrocławia.

## Podział terytorialny
W latach 1975–1998 miejscowość należała administracyjnie do województwa wrocławskiego.

## Historia

### Prehistoria
Pierwsze ślady osadnictwa człowieka na terenach zajmowanych obecnie przez wieś Wojnowice związane są kultura łużycką i pochodzą z V okresu epoki brązu (lata 900-700 p.n.e.), okres halsztacki. Jest to okres w pradziejach Europy Środkowej, zwany także wczesną epoką żelaza. Świadectwem tej kultury jest stanowisko archeologiczne nr 1/44 (obszar AZP 81-30), które znajduje się w południowo-zachodniej części wsi. Kultura łużycka występowała głównie na ziemiach polskich oraz przyległych do nich obszarów w innych państwach Europy. 
Kultura przeworska obejmująca  swoim zasięgiem tereny środkowej i południowej części Polski, pozostawiła ślady również na obszarze miejscowości Wojnowice. W północnej części wsi znajduje się stanowisko archeologiczne nr 4/47 z późnego okresu rzymskiego. 

### Średniowiecze
W XIII wieku wieś Wojnowice należała do książąt piastowskich Henryka III Białego a następnie do jego spadkobiercy Henryka IV Probusa. Pomiędzy rokiem 1286 a 1290, książę Probus sprzedał wieś dwóm mieszczanom wrocławskim Tilo i Bertholdowi Cindalo. Przedstawiciele rodu Cindalów w latach 1291-1327 zasiadali w Radzie Miejskiej Wrocławia, pełnili również funkcje ławników. Pierwszy prywatny właściciel wsi pełnił rolę oficjalnego doradcy księcia wrocławskiego Henryka IV Probusa (ur. 1257, panował 1270-1290, książę polski 1288-1290), a potem jego następców: Henryka V Grubego (1290-1296) i Bolka I (1296-1301).
Pierwsza pisemna wzmianka o wsi pochodzi z roku 1291 (Wynowicz), gdy w dokumentach związanych z biskupstwem wrocławskim mowa jest o położonych za Czernicą dobrach "antiquos agros decanatus". Według historyków niemieckich brzmienie nazwy wsi pochodzi od staropolskiego imienia Wojan. Prawdopodobnie mógł być to dawny właściciel wsi, reprezentujący interesy któregoś z piastowskich książąt. Kolejne wzmianki o wsi pochodzą z roku 1336, kiedy to miejscowość posiada zbliżoną do dzisiejszej nazwę Woynowicz. Późniejsze zapiski mają zapewne rodzime pochodzenie: Woynowiz (1336 r.) oraz Woinewicz (1368 r.). W tym czasie pojawiają się pierwsze próby zniemczenia tamtego obszaru poprzez zamienne stosowanie nazewnictwa wsi wziętego od nazwiska niemieckich właścicieli dóbr: Woynowiz sive Cindal. W późniejszych dokumentach pojawiają się już nazwy pochodzące od właścicieli: Czindal (lata: 1353, 1425), Cyndal (1540 r.). Po raz pierwszy w 1368 roku miejscowość przybiera niemiecką nazwę Zindel.
Z historią wsi nierozerwalnie związana jest historia kościoła pw. św. Wawrzyńca. Po zakupie miejscowości przez wrocławskich mieszczan, w roku 1341 wieś lokowano na prawie niemieckim, które określało prawa i obowiązki mieszkańców oraz nadawało jej układ architektoniczny, który przetrwał do dziś. W centrum wsi, przy trakcie wiodącym z Czernicy do Chrząstawy, powstał na lekkim wzniesieniu drewniany kościół z cmentarzem, a naprzeciw posiadłość rodu Cindal. W tym czasie powstała również karczma (1343 r.). Pierwszy duchowny, wzmiankowany w 1353 r., miał pod opieką nie tylko drewniany kościół pw. św. Wawrzyńca (St. Laurenti), ale również 2 łany ziemi. Wezwanie świątyni może pochodzi zapewne z rodzimej inspiracji rodu Cindalów, wówczas bowiem  biskup wrocławski nosił imię Wawrzyniec (1207-1232). W tym czasie świątynia wojnowicka była kościołem filialnymi i podlegała prawdopodobnie którejś z sąsiednich parafii, których liczba na Śląsku wynosiła wtedy około 150. Na terenach leżących obecnie w gminie Czernica od XIII wieku funkcjonowała parafia w Gajkowie (Goycone, Boberwitz: 1276 r.).
Od XV do XX wieku kościół wojnowicki podlegał utworzonej parafii w Miłoszycach (Maleschwitz). 

## Zabytki
Do wojewódzkiego rejestru zabytków wpisany jest:
- kościół pw. św. Wawrzyńca, z XV w., przebudowany w 1801 r. i w końcu XIX w.[7].

Przy kościele stoi pochodzący prawdopodobnie ze średniowiecza granitowy krzyż.  

## Sport
We wsi funkcjonuje klub piłki nożnej Ludowy Klub Sportowy Skra Wojnowice, założony w roku 1966, który od sezonu 2015/2016 gra w A-klasie, grupa: Wrocław III (Skra wywalczyła awans wygrywając rozgrywki w B-klasie: 50 pkt, bilans: 16-2-6). Stadion piłkarski ma pojemność 300 miejsc i boisko o wymiarach: 100 × 55 m.

## Szlaki turystyczne
- Szlak dookoła Wrocławia im. doktora Bronisława Turonia[9]